# Guvernul Valeriu Streleț
Guvernul Valeriu Streleț a fost cabinetul de miniștri care a guvernat Republica Moldova începând din 30 iulie 2015. Din 29 octombrie 2015, după votarea moțiunii de cenzură, miniștrii au asigurat interimatul funcției, iar guvernul a îndeplinit doar funcții publice până la învestirea unui nou cabinet de miniștri în 20 ianuarie 2016.

## Istoric
După ce la 12 iunie 2015 fostul premier Chiril Gaburici și-a anunțat demisia, urmată de demisia întregului guvern Gaburici, cele trei partide parlamentare pro-europene, PLDM, PDM și PL au format Alianța pentru Integrare Europeană III și au convenit asupra formării unui nou guvern. Deși pentru funcția de prim-ministru a fost propusă inițial Maia Sandu, în cele din urmă a fost numit liberal-democratul Valeriu Streleț. 
În noul guvern, față de precedentul cabinet Gaburici, PLDM și PD au renunțat la unele ministere care au trecut în subordinea PL, a fost instituit un portofoliu nou de viceministru, care se va ocupa de problemele sociale și a revenit PL-ului, iar PLDM și PL au făcut rocadă cu Ministerul Sănătății și cel al Muncii, Protecției Sociale și Familiei cu tot cu miniștrii titulari, Mircea Buga și Ruxanda Glavan. La 29 octombrie 2015 Guvernul Streleț a fost demis prin moțiune de cenzură. Astfel, toți miniștrii au intrat în interimatul funcției, îndeplinind numai funcțiile de administrare a treburilor publice, până la învestirea unui nou cabinet de miniștri. Moțiunea de cenzură a Guvernului Streleț a fost depusă în parlament pe 22 octombrie (2015), fiind semnată de 42 de deputați PSRM și PCRM, temeiul ei fiind „suspiciuni de corupție” și „detașarea premierului de la funcția sa, prin expunere în favoarea lui Vladimir Filat (n.n.: liderul PLDM, care a fost pus în arest preventiv)”. După ce acea ședință a parlamentului a fost închisă din lipsă de cvorum, moțiunea urma să fie examinată în cadrul ședinței următoare din 29 octombrie. Pentru demiterea guvernului era nevoie de majoritate simplă: votul 51 din cei 101 de deputați. La ședința din 29 octombrie Guvernul Streleț a fost demis cu votul a 65 de deputați ai fracțiunilor PDM, PCRM și PSRM, împotrivă votând doar 18 deputați PLDM.

## Componența cabinetului
| Minister                                                                 | Nume                       | Portret                                                    | Partid       | În funcție din    | Până la           |
| ------------------------------------------------------------------------ | -------------------------- | ---------------------------------------------------------- | ------------ | ----------------- | ----------------- |
| Prim-ministru                                                            | Valeriu Streleț            |                                                            | PLDM         | 30 iulie          | 30 octombrie 2015 |
| Prim-ministru                                                            | Gheorghe Brega (interimar) | Gheorghe Brega 2016-07-24                                  | PL           | 30 octombrie 2015 | 20 ianuarie 2016  |
| Viceprim-miniștri                                                        |                            |                                                            |              |                   |                   |
| Viceprim-ministru, Ministru al Afacerilor Externe și Integrării Europene | Natalia Gherman            | NataliaGherman̠Wien                                         | PLDM         | 30 iulie 2015     | 20 ianuarie 2016  |
| Viceprim-ministru, Ministru al Economiei                                 | Stéphane Christophe Bridé  | Minister of Economy Stephane Bride (16690734843) (cropped) | PDM          | 30 iulie 2015     | 20 ianuarie 2016  |
| Viceprim-ministru pentru Reintegrare                                     | Victor Osipov              | Victor Osipov (2015-08-21)-01                              | PDM          | 30 iulie 2015     | 20 ianuarie 2016  |
| Viceprim-ministru pentru Probleme Sociale                                | Gheorghe Brega             | Gheorghe Brega 2016-07-24                                  | PL           | 30 iulie 2015     | 20 ianuarie 2016  |
| Miniștri                                                                 |                            |                                                            |              |                   |                   |
| Ministru al Afacerilor Interne                                           | Oleg Balan                 | Oleg Balan (2015)                                          | PLDM         | 30 iulie 2015     | 20 ianuarie 2016  |
| Ministru al Apărării                                                     | Anatol Șalaru              |                                                            | PL           | 30 iulie 2015     | 20 ianuarie 2016  |
| Ministru al Justiției                                                    | Vladimir Cebotari          | Vladimir Cebotari in October 2019 (3)                      | PDM          | 30 iulie 2015     | 20 ianuarie 2016  |
| Ministru al Finanțelor                                                   | Anatol Arapu               | Anatol Arapu (2015-07-10) 01                               | PLDM         | 30 iulie 2015     | 20 ianuarie 2016  |
| Ministru al Agriculturii și Industriei Alimentare                        | Ion Sula                   |                                                            | PLDM         | 30 iulie 2015     | 20 ianuarie 2016  |
| Ministru al Dezvoltării Regionale și Construcțiilor                      | Vasile Bîtca               |                                                            | PDM          | 30 iulie 2015     | 20 ianuarie 2016  |
| Ministru al Educației                                                    | Corina Fusu                | Corina Fusu (3952134958)                                   | PL           | 30 iulie 2015     | 20 ianuarie 2016  |
| Ministru al Sănătății                                                    | Ruxanda Glavan             |                                                            | PDM          | 30 iulie 2015     | 20 ianuarie 2016  |
| Ministru al Muncii, Protecției Sociale și Familiei                       | Mircea Buga                |                                                            | PLDM         | 30 iulie 2015     | 20 ianuarie 2016  |
| Ministru al Culturii                                                     | Monica Babuc               |                                                            | PDM          | 30 iulie 2015     | 20 ianuarie 2016  |
| Ministru al Transporturilor și Infrastructurii Drumurilor                | Iurie Chirinciuc           |                                                            | PL           | 30 iulie 2015     | 20 ianuarie 2016  |
| Ministru al Tehnologiei Informației și Comunicațiilor                    | Pavel Filip                | Pavel Filip (11322438465) cropped                          | PDM          | 30 iulie 2015     | 20 ianuarie 2016  |
| Ministru al Mediului                                                     | Valeriu Munteanu           | Valeriu Munteanu portret                                   | PL           | 30 iulie 2015     | 20 ianuarie 2016  |
| Ministru al Tineretului și Sportului                                     | Loretta Handrabura         | Loretta Handrabura 12 (cropped)                            | PLDM         | 30 iulie 2015     | 20 ianuarie 2016  |
| Membri ex-officio                                                        |                            |                                                            |              |                   |                   |
| Președinte al Academiei de Științe a Moldovei                            | Gheorghe Duca              |                                                            | Independenți | 30 iulie 2015     | 20 ianuarie 2016  |
| Guvernator (Bașcan) al UTA Găgăuzia                                      | Irina Vlah                 | Влах Ірина                                                 | Independenți | 30 iulie 2015     | 20 ianuarie 2016  |